# Cầu vượt Lạch Tray
Đã đưa tham số không hợp lệ vào hàm {{#coordinates:}}
Cầu vượt Lạch Tray là một cây cầu vượt đường bộ nằm tại quận Ngô Quyền, thành phố Hải Phòng, Việt Nam.

## Tổng quan
Cầu vượt Lạch Tray nằm trên đường vành đai 1 của Hải Phòng, nối từ đường Nguyễn Văn Linh, vượt qua vòng xuyến đường Lạch Tray, đến đường Nguyễn Bỉnh Khiêm.
Ban đầu cầu được thiết kế phục vụ cho cả xe ô tô và xe gắn máy. Năm 2013, Sở Giao thông vận tải thành phố Hải Phòng cấm người đi bộ, xe máy, xe thô sơ đi trên cầu vượt Lạch Tray nhằm phục vụ thi công sửa chữa cầu. Từ tháng 9 năm 2019, cầu chính thức cấm xe gắn máy, xe mô tô và xe thô sơ lên cầu.